# Franciszek Hoszard
Franciszek Hoszard (1822 –14. prosince 1899 Lvov) byl rakouský politik polské národnosti z Haliče, v 2. polovině 19. století poslanec Říšské rady.

## Biografie
Během revolučního roku 1848 byl ve Vídni členem akademické legie a podílel se na vídeňském povstání. V roce 1863 podporoval polské povstání a byl pak po šest měsíců vězněn v Krakově.
Roku 1867 byl zvolen na Haličský zemský sněm a jeho poslancem zůstal po více než třicet let až do své smrti. Dlouhodobě byl i členem zemského výboru. Sněm ho roku 1872 delegoval i do Říšské rady (celostátní parlament, volený nepřímo zemskými sněmy) za kurii venkovských obcí. Složil slib 12. prosince 1872, ale jeho mandát byl 21. dubna 1873 pro dlouhodobou absenci prohlášen za zaniklý. Do parlamentu se vrátil v prvních přímých volbách do Říšské rady roku 1873, za kurii venkovských obcí, obvod Bochnia, Bresko atd. Rezignace oznámena dopisem 1. prosince 1877. Na Říšské radě se zpočátku přpojil k demokratické frakci okolo Franciszka Jana Smolky, později utvořil společně s Czartoryským federalistickou skupinu.
Zemřel v prosinci 1899.